# 51 Ophiuchi
51 Ophiuchi is een ster in het sterrenbeeld Slangendrager. De ster bevindt zich op 406 lichtjaar van de Aarde. In april 2007 werden beide telescopen van het Keck-observatorium in Hawaï (Verenigde Staten) op de ster gericht. Na bestudering van de gegevens ontdekten wetenschappers in 2009 dat er zich twee zeer compacte accretieschijven om de ster bevinden. Mogelijk betreft het protoplanetaire schijven. Onduidelijk is of er zich al daadwerkelijk planeten hebben gevormd.